# سان خوان ديل مونتي (الفلبين)
سان خوان ديل مونتي هي مدينة عالية التحضر، في الفلبين، تتبع مانيلا (حاضرة)، بلغ عدد سكانها 121,430  نسمة في 2010، تبلغ مساحتها 5.95 كيلومتر مربع، رمزها البريدي هو 1500–1504.

## الموقع
تشترك في الحدود مع:
- كيزون
- ماندالويونغ
- مانيلا.

## مدن توأم
المدن التوأم:
- سانتا باربارا، كاليفورنيا.

## أعلام
- ألفرد فارغاس
- بول أرتادي
- مارك كاجويوا
- غلوريا ماكاباغال أرويو
- جون رايموندو